# Prosciurillus rosenbergii
Prosciurillus rosenbergii är en ekorre som förekommer endemisk på Sangiheöarna nordöst om Sulawesi.
Arten är vanligast i ursprungliga skogar i låglandet men den hittas även i andra habitat som fruktträdodlingar och trädgårdar. Prosciurillus rosenbergii är inte sällsynt på ögruppen och den listas av IUCN som livskraftig (Least Concern).
Denna ekorre når en kroppslängd (huvud och bål) av cirka 19 cm och en svanslängd av 18 cm. Den har på ovansidan en kastanjebrun päls och vid buken en ljusbrun till gråbrun päls. Artens svans har en svart färg. I motsats till andra arter av samma släkte har Prosciurillus rosenbergii inga tofsar vid öronen, ingen mörk strimma på ryggens mitt och inga fläckar på övre halsen.